# 浙江宗教
浙江省主要有佛教、道教、伊斯兰教、天主教和新教等传统五大宗教以及民间信仰等信仰，浙江省民族宗教事务委员会是宗教以及信仰的主管机构。中華人民共和國憲法規定尊重和保護宗教信仰自由，同时执政党中国共产党也倡导无神论，1966年-1976年中文化大革命中浙江省内各宗教都遭到过破坏，自1979年以来宗教环境改善，宗教发展较为迅速。2015年开始，浙江省政府开始以规范管理民间信仰，省内畲族拥有着祖先崇拜、师爷崇拜等独特信仰。佛教、道教在浙江有1800多年的历史，伊斯兰教自唐代进入浙江已有1400年历史，天主教有400多年历史，新教则有150余年历史，统计有各教信徒140余万，教职人员1.5万余，宗教场所八千多余处，官方宗教团体260多个，培训中心32处，省内宗教院校有浙江神学院和普陀山神学院等。知名宗教场所有汉传佛教四大名山之一的普陀山、天台宗祖庭国清寺、日本曹洞宗祖庭天童寺、以及清真古寺凤凰寺等。
浙江基督宗教、中国传统宗教与其它信仰对比

## 佛教
佛教是在东汉末年由安息人安世高等人迁播，吴越两宋时期浙江曾是全国佛教的中心，对外交往频繁，佛教遗存众多，现有各类寺庙数百所，全国重点开放寺院13处，流派以本土的浙江禅宗和天台宗为主；依据1995年统计，有居士5.3万余，僧众8000多人；根据2006年统计，每百万人平均佛教寺院数在全国高居第二，仅次于福建。

## 道教
道教在历史上由晋始兴，东晋南朝时，五斗米道在浙江兴盛，王公贵族奉道者甚多。自明清渐微，现存场所仅数十处。

## 伊斯兰教
伊斯兰教最早的宗教场所是始建于唐代的杭州凤凰寺，信徒主要为回族。据2010年第六次全国人口普查数据，省内回族人口为38,192人，全省信仰伊斯兰教的穆斯林群众达到48,769人。改革开放以来，中国西部乃至海外的穆斯林因为经济进入浙江，现有常住穆斯林人口4.9万，暂住半年以上的国内穆斯林人数7.7万，国外穆斯林人数2.5万；国内穆斯林主要分布在杭州、嘉兴、宁波等地，从事拉面、贸易等工作；国外则集中在义乌、柯桥等地，从事外贸工作。

## 基督宗教
浙江基督宗教至迟到元代，杭州即有景教寺院；1949年后，不论天主教、新教都必须参加官方组织的三自爱国教会。1979年后各教信徒都有所增长，1999年全省信徒数量占人口的2.8%，是同一时期全国比例最高的省区，信徒主要集中在温州地区，2014年统计有教徒106.3万人。2013年以来，浙江省进行“三拆一改”整治违章建筑，部分教堂十字架被拆除引起争议，美国国会指责这一行为针对基督教，而据统计拆除建筑中有2.3%是教堂，绝大多数属于民间庙宇:36。天主教自元代传入浙江温州，杭州府是明朝「天主教三柱石」中李之藻、楊廷筠的故鄉，也是当时天主教耶稣会的传教中心；1949年后天主教与教廷失去联系，部分人选择加入地下教会而不是参加政府组织的三自爱国教会，自1978年以来教会工作逐渐步入正轨，迎来新一轮传教高潮，1995年浙江省全省统计有天主教徒13万人，温州地区1990年统计有天主教徒共计75,867人，2014年统计有16.3万信徒。新教在鸦片战争后获得了在宁波通商口岸传教的权利，在1949年以前主要有來自美國、英國等的16個差會、25个教派，例如中国内地会、中华圣公会等；1949年所有新教教派强制合一后，许多人转到家庭教会，1979年后教徒人口快速增长，1990年仅温州就有登记信徒38万余及大量未受洗信徒，1995年官方统计人数全省有119万余信徒，2014年统计有90万信徒。

## 民间信仰
除去官方承认的宗教，浙江较好保存传统民间信仰，民俗信仰的历史最早可以追溯到先秦越人“重神信巫”，浙江绍兴自先秦以来一直是大禹信仰、祭祀的中心，各种民间信仰许多以民俗的形式展现，佛教、道教对民间信仰影响很大。省内既有城隍、土地、玉皇大帝、观音、天地水三官、关公、龙王等全国性信仰，亦有媽祖、白鹤大帝、岳王、济公、钱王、潮神、胡公大帝、黄大仙、杨府爷、陈靖姑等地区性质的民间信仰，在苍南江南垟等地区祖先崇拜也是重要的民间信仰。嘉兴网船会、丽水吴三公朝圣、苍南妈祖文化节等与民间信仰有关的民俗活动都被视为优秀传统文化。
| - 杭州西湖城隍廟 - 溫州包公廟 - 杭州岳飛廟 - 舟山普陀山普濟禪寺 - 杭州靈隱寺 - 寧波小普陀寺 - 溫州鳌江天主教天门堂 - 杭州聖母無原罪主教座堂 - 杭州清真寺-鳳凰寺 |